# Kanton Chevillon
Der Kanton Chevillon war bis 2015 ein französischer Wahlkreis im Arrondissement Saint-Dizier, im Département Haute-Marne und in der Region Champagne-Ardenne; sein Hauptort war Chevillon.
Der acht Gemeinden umfassende Kanton Chevillon war 134,88 km² groß und hatte 6554 Einwohner (Stand: 2012).

## Gemeinden
| Gemeinde             | Einwohner Jahr | Fläche km² | Bevölkerungsdichte | Code INSEE | Postleitzahl |
| -------------------- | -------------- | ---------- | ------------------ | ---------- | ------------ |
| Bayard-sur-Marne     | 1393 (2013)    | 15,39      | 91 Einw./km²       | 52265      | 52170        |
| Chevillon            | 1385 (2013)    | 36,90      | 38 Einw./km²       | 52123      | 52170        |
| Eurville-Bienville   | 2142 (2013)    | 20,73      | 103 Einw./km²      | 52194      | 52410        |
| Fontaines-sur-Marne  | 156 (2013)     | 6,47       | 24 Einw./km²       | 52203      | 52170        |
| Maizières            | 176 (2013)     | 11,70      | 15 Einw./km²       | 52302      | 52170        |
| Narcy                | 253 (2013)     | 11,12      | 23 Einw./km²       | 52347      | 52170        |
| Osne-le-Val          | 265 (2013)     | 26,92      | 10 Einw./km²       | 52370      | 52300        |
| Rachecourt-sur-Marne | 808 (2013)     | 5,65       | 143 Einw./km²      | 52414      | 52170        |